# Antonio Rizzo (architecte)
Pour les articles homonymes, voir Rizzo.
Antonio Rizzo (né à Vérone, vers 1430  et mort probablement à Cesena,, vers 1499) est un architecte et sculpteur italien, l'un des plus importants actifs à Venise dans la seconde moitié du XVe siècle. Parmi ses créations figurent la Scala dei Giganti (Escalier des Géants), l'escalier menant aux Appartements d'État du Palais des Doges .

## Biographie
Antonio Rizzo est le fils de Rizzo di ser Giovanni d'Osteno. Il a terminé son apprentissage sur le site de la Chartreuse de Pavie. À partir de 1457, il travaille à Venise, dans l'atelier d' Antonio Bregno.
Vers 1469, Rizzo après son mariage avec Maria, la fille de l'administrateur du couvent bénédictin de Santa Zaccaria, a vécu dans une maison appartenant au couvent. Il y a eu un fils, Simplicio, qui était probablement l'orfèvre vénitien documenté comme actif à Rome au début du XVIe siècle.
En 1474 et 1478, Rizzo est envoyé à Scutari comme ingénieur militaire pendant la guerre vénéto-ottomane afin d'améliorer les fortifications, les Turcs ottomans ayant assiégé la ville. Il a  été blessé et a été félicité pour avoir  « continuellement accompli son devoir patriotique ». Bien que la citadelle ait été perdue, Rizzo a reçu une pension mensuelle de 1 ducat pendant vingt ans pour lui et sa famille,.
En 1484, Rizzo est nommé proto ou architecte en chef pour la restauration du palais des Doges. Sa carrière prend fin en 1498 lorsqu'il est reconnu coupable d'un détournement de fonds de 10 000 à 80 000 ducats. Il a vendu sa maison et s'est enfui d'abord à Ancône, puis à Foligno et finalement à Cesena où il est censé être mort peu de temps après,.

## Carrière

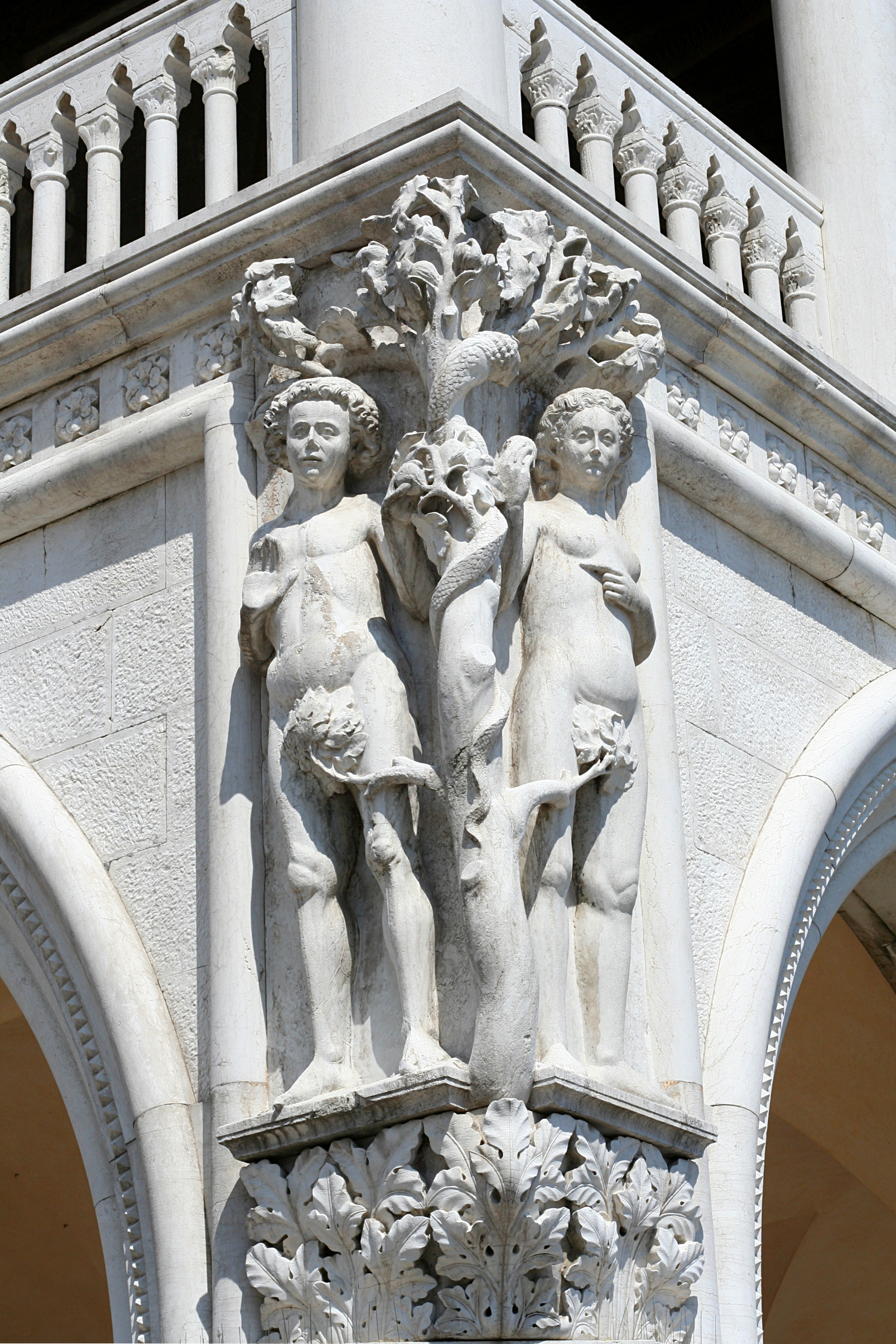
La Chute d'Adam et Ève, œuvre réalisée en 1476 ornant le dessus du chapiteau de l'angle sud-ouest du Palais des Doges à Venise.

Jusque dans les années 1960, il était admis que Rizzo influencé par la sculpture lombarde était dans les années 1460, le réalisateur des colonnes, des chapiteaux et de socles pour le grand cloître de la Chartreuse de Pavie. Ce fait était basé sur un document de paiement au Magistro Ricio de Verona daté de 1465-1467, mais a été annulé dans les années 1970 quand il a été réalisé que le « Ricio » en question était susceptible d'être le père de Rizzo, bien qu'aucune preuve de lien de sang n'ait été trouvée.
Le premier mécène de Rizzo à Venise est le Doge Cristoforo Moro, qui lui a demandé de créer des autels pour la basilique Saint-Marc, après quoi il est devenu le  « sculpteur et architecte choisi de la Signoria vénitienne ». Rizzo était déjà réputé au moment de son arrivée à Venise. Il est probable que Gregorio Correr, un noble Vénitien, qui avait été son patron ainsi que celui de Mantegna à Vérone, avait recommandé Rizzo à Moro pour introduire le nouveau style Renaissance dans la basilique.
Vers 1464, influencé par la sensibilité gothique de Bregno, Rizzo sculpte les figures de l'Annonciation, des Allégories et des Vertus pour le monument funéraire du doge Francesco Foscari situé dans l'église de Santa Maria dei Frari.
Vers 1467, Rizzo décore le portail de l'église Sant'Elena avec l'œuvre  Vittore Cappello s'agenouillant devant sainte Hélène. Bien que cela ait été attribué par Francesco Sansovino à un Antonio Dentone, il est admis que le Dentone en question n'est autre que Rizzo. Ce travail est caractérisé par son réalisme, avec le visage de Cappello, cependant, la figure de sainte Hélène, dans un matériau et un style différents, est attribuée à un collègue de Rizzo.
Le style Renaissance devient évident dans ses statues,  comme Mars  pour la couronne de l'Arco Foscari au Palais des Doges, sur laquelle il a travaillé entre le début et le milieu des années 1460.

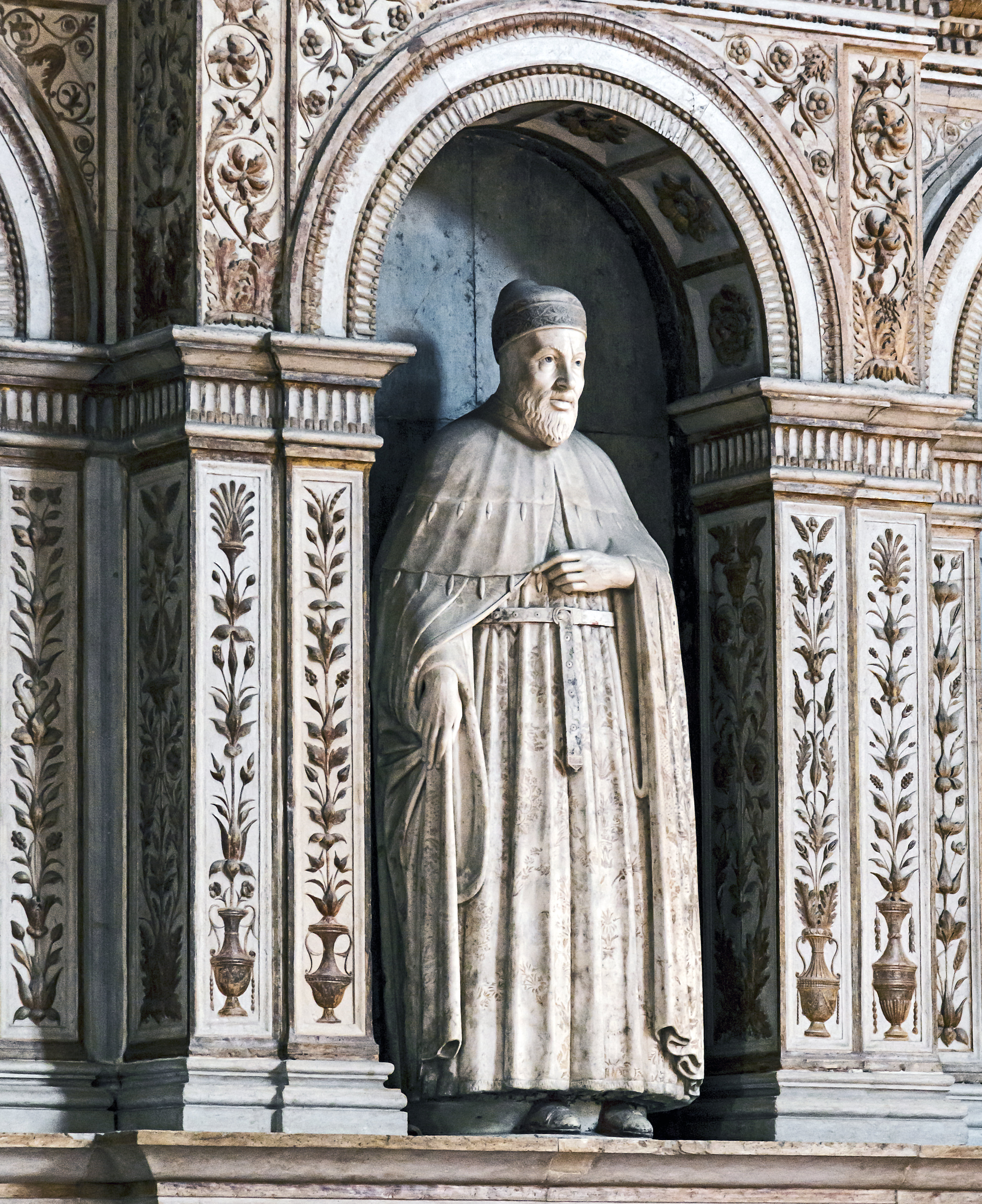
Statue du doge Tron.

En 1476, Rizzo a exécuté un escalier en colimaçon avec la chaire décorée de bas-reliefs figuratifs à la Scuola Grande di San Marco  dont la conception est attribuée à Gentile Bellini. En 1485, un incendie  a détruit ces ouvrages.
Influencé par Antonello de Messine, le style de Rizzo évolue vers une géométrisation des formes et des volumes comme les statues d'Adam et d'Ève dans l'Arco Foscari et le Monument du doge Tron. Rizzo a basé ses statues sur des modèles nus, travaillant de façon naturaliste,  souscrivant aux conceptions classiques des proportions humaines. Les statues Adam et Ève de Rizzo peuvent avoir influencé Albrecht Dürer,  présent à Venise entre 1490-1495.

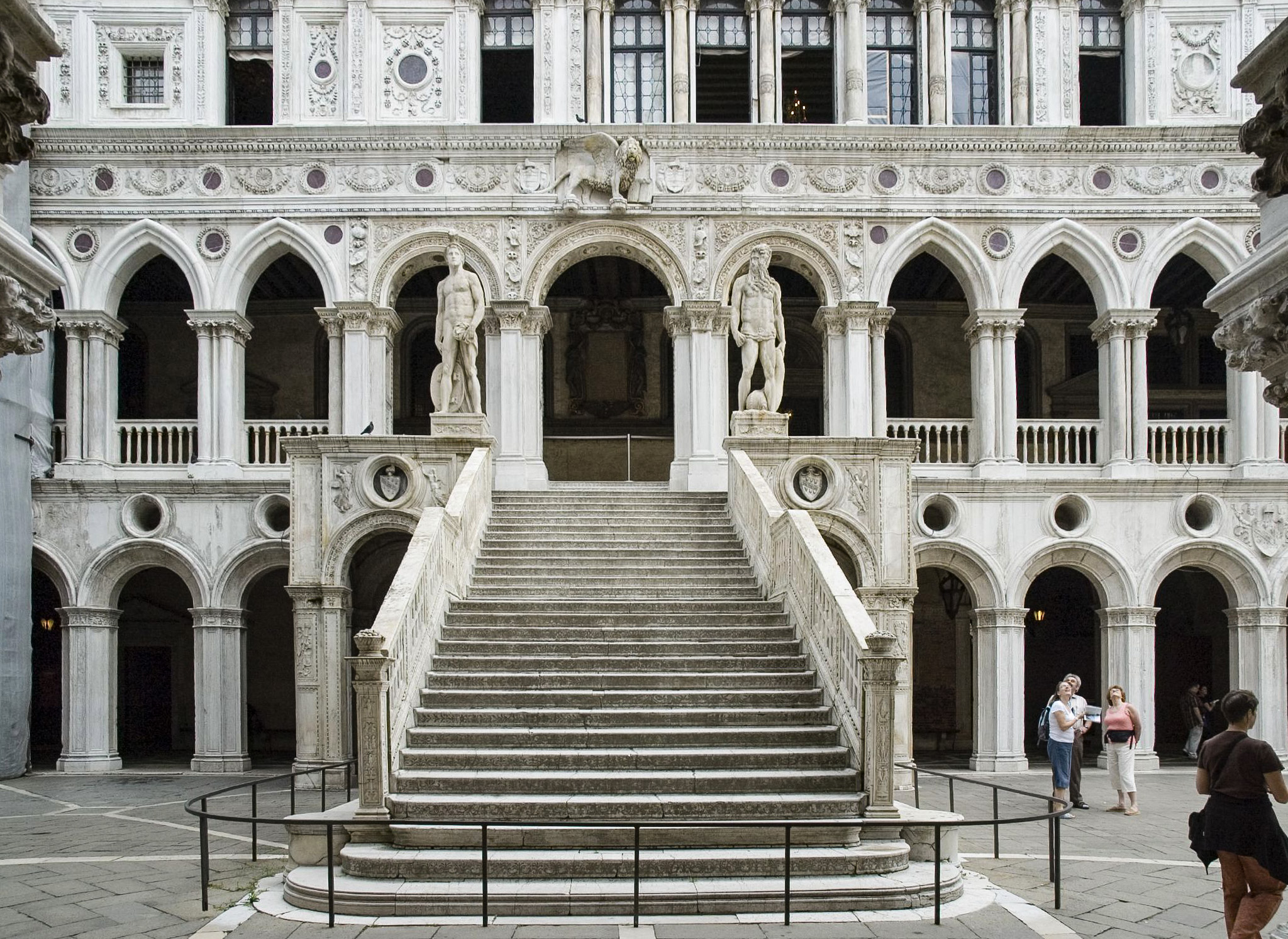
Scala dei Giganti de Rizzo, Palais des Doges, Venise.

Le style abouti de Rizzo se retrouve dans les sculptures de la façade intérieure du palais des Doges. Après avoir été endommagé par le feu le 14 septembre 1483, Rizzo a redessiné une nouvelle aile est sur la cour, planifié un nouvel appartement pour le doge et réalisé la Scala dei Giganti. Ces travaux découlent de sa nomination en tant que proto ou architecte en chef du Palais des Doges, un travail à plein temps mais sous-payé, dont il se plaignait amèrement, car il ne pouvait assumer aucune autre commande. Ces travaux l'ont occupé entre 1484 et 1498.
Il n'y a aucune preuve de travaux architecturaux antérieurs de Rizzo à ce stade, bien que ses œuvres sculpturales soient bien connues, il n'est donc pas clair qu'il ait été choisi pour le rôle  de proto, sauf peut-être à cause de ses travaux distingués à Scutari. 
Le sénat vénitien ordonna la reconstruction de l'appartement des Doges et nomma Rizzo comme architecte. 
L'aile est de Rizzo est le premier élément complet de style Renaissance au Palais des Doges. Sa Scala dei Giganti  mène à une terrasse, sous laquelle apparaissent des reliefs de Victoires. Celles-ci sont considérées comme les réalisations majeures de sa fin de carrière  pour leur imitation du sfumato, une technique picturale, ainsi que pour les effets de la lumière réfléchie sur les surfaces brisées.
Il est également admis que les statues en bronze des Maures de la tour de l'Horloge sur la Place Saint-Marc, coulées en 1497, peuvent être attribuées à Rizzo.